# Trilostano
Il trilostano è un inibitore della steroidogenesi adrenocorticale. Il farmaco inibisce l'enzima progesterone reduttasi, essenziale per la produzione di glicocorticoidi e di mineralcorticoidi, bloccando in modo competitivo e reversibile la conversione dei D5-3b-idrossisteroidi, ad esempio il pregnenolone, biologicamente inattivi, a D4-3-chetosteroidi, ad esempio il progesterone biologicamente attivi, sia nella corteccia surrenale che in altri tessuti. Il trilostano sembra essere più efficace in soggetti con ipercortisolismo piuttosto che in individui con normale attività adrenocorticale. Il farmaco determinerebbe anche una inibizione della 3 beta-idrossisteroido deidrogenasi.
Nel paziente con sindrome di Cushing il trilostano generalmente riduce la secrezione, la concentrazione plasmatica e l'escrezione urinaria di cortisolo e inibisce la risposta adrenocorticale alla stimolazione da corticotropina (ACTH). Durante il trattamento con il farmaco è possibile si verifichi un aumento, dovuto ad un meccanismo di feed-back, delle concentrazioni plasmatiche di ACTH con conseguente stimolazione della steroidogenesi surrenalica. Questo meccanismo in alcuni soggetti può determinare un annullamento della inibizione della sintesi di cortisolo.

## Farmacocinetica
Dopo somministrazione orale il trilostano in genere viene rapidamente assorbito dal tratto gastrointestinale. È peraltro noto che esistono ampie variazioni interindividuali nella velocità e nell'entità dell'assorbimento.

Nei soggetti sani a digiuno, a distanza di circa 30-60 minuti dalla somministrazione orale di una singola dose di 120 mg il farmaco è dosabile nel plasma . Le concentrazioni plasmatiche massime del trilostano e del 17-chetotrilostano sono rispettivamente di 0,4-1 e di 1,2-2,5 µg/ml. Il farmaco si distribuisce ampiamente nella maggior parte dei tessuti corporei concentrandosi particolarmente nell ghiandole surrenali, fegato, polmoni e reni.
Il trilostano subisce metabolismo fegato. Nell'animale sono stati individuati 5 metaboliti maggiori che fanno seguito a reazioni di idrossilazione e glucuronazione.

Il metabolita principale è il 17-chetotrilostano che sembra due volte più potente del trilostano nell'inibire la progesterone reduttasi. Nella scimmia il trilostano e i suoi metaboliti sono escreti prevalentemente nelle urine, nel ratto prevalentemente nelle feci.

## Tossicità
Nel ratto e nel topo i valori della DL50 orale sono >16 g/kg.

## Usi clinici
Il trilostano viene impiegato nel trattamento della sindrome di Cushing e nell'iperaldosteronismo.
Il farmaco è stato anche utilizzato per il trattamento del cancro della mammella avanzato, in donne nella post menopausa.

## Effetti collaterali ed indesiderati
In seguito alla somministrazione di dosi elevate di trilostano si sono manifestati cefalea, astenia, stanchezza, senso di testa vuota, malessere, confusione, flushing, nausea, vomito, diarrea, rinorrea ed edema del palato. Sono stati riportati occasionalmente esfoliazione cutanea, rash, prurito ed eritema. Raramente possono verificarsi artralgia, crampi o dolori muscolari, palpitazioni, turgore e congestione alle mucose nasali, lacrimazione, febbre, sincope e aumento della salivazione. Il trilostano può deprimere la funzione gonadica. In una donna che riceveva 240 mg di farmaco 4 volte al giorno si è assistito alla comparsa di crisi addisoniana.

## Controindicazioni e precauzioni d'uso
Il trilostano è controindicato in gravidanza e dovrebbe essere impiegato con cautela nei pazienti con disfunzioni renali ed epatiche. Durante la terapia si dovrebbero monitorare i corticosteroidi e gli elettroliti plasmatici. In caso di grave stress la somministrazione del farmaco deve essere sospesa e si può rendere necessaria la somministrazione di glicocorticoidi. Il trilostano può interferire con l'attività dei contraccettivi orali. Se il farmaco viene somministrato in concomitanza con diuretici risparmiatori di potassio si può verificare iperkaliemia. Il trilostano può ridurre la secrezione di aldosterone e di conseguenza l'escrezione di potassio; i pazienti che ricevono supplementi di potassio, durante la terapia con trilostano possono non averne più bisogno.

## Dosi terapeutiche
La dose usuale di trilostano è di 60 mg per os 4 volte al giorno per almeno 3 giorni; essa viene quindi aggiustata, in base alla risposta del paziente, entro un intervallo compreso tra 120 e 480 mg/die. Sono state anche somministrate dosi giornaliere di 960 mg/die.

## Sovradosaggio ed antidoti
Il sovradosaggio da trilostano si manifesta con ipotensione, anche grave, iperkaliemia e insufficienza surrenalica. Per il trattamento è necessario svuotare lo stomaco mediante emesi o lavanda gastrica e una terapia sostitutiva con corticosteroidi. Si devono monitore attentamente sia la kaliemia che la pressione sanguigna.

## Interazioni
Il trilostano è strutturalmente correlato al testosterone e può interferire con alcuni metodi per la determinazione serica di quest'ultimo. Il farmaco inoltre può produrre valori falsamente elevati di 11-idrossicorticosteroidi urinari e/o plasmatici.